# ピエロ (田原俊彦の曲)
「ピエロ」は、1983年2月17日にリリースされた田原俊彦の13作目のシングル。

## 背景
前作「ラブ・シュプール」発売からおよそ2か月と短い間隔でリリースされた。また、「NINJIN娘」から4曲連続で2か月おきにリリース。

## 制作
作詞は来生えつこ、作曲は「悲しみ2(TOO)ヤング」「誘惑スレスレ」に続きシングルでは三度目の起用となる網倉一也、編曲は前作「ラブ・シュプール」に続き大谷和夫。
「ピエロ」の歌詞は当初「片思いキック」の歌詞だったため「片思いキック」の歌詞でも「ピエロ」が歌える。また、2曲とも作詞、作曲、編曲は同じ。

## テレビ番組での披露
『ザ・ベストテン』では、1983年3月31日の放送で、当時番組史上初となる「新幹線車内からの歌唱（中継）」を行なった。放送当日は夕方まで岡山県倉敷市でのコンサートがあり、岡山発東京行き新幹線最終便に乗車している田原本人を、新幹線が名古屋駅に停車している2分間だけ映像と音声をキャッチして、その間に歌を披露してもらう、というもの。
車内の映像は名古屋駅にほど近い名古屋ターミナルビルの屋上から望遠カメラで撮影。車内からの音声は超短波で飛ばし、同じく名古屋ターミナルビルの屋上に設置した移動式アンテナでキャッチすることで、なんとか生中継にこぎつけた。本番は曲の途中で新幹線が動き出し、歌う田原の姿はカメラで捉えられなくなったものの、音声だけは曲の最後までなんとか届き、中継は無事終了した。

## 記録
オリコン、『ザ・ベストテン』ともに第1位を記録した。

## 収録曲
| 全作詞: 来生えつこ、全作曲: 網倉一也、全編曲: 大谷和夫。 |                  |            |            |      |
| #                                                        | タイトル         | 作詞       | 作曲・編曲 | 時間 |
| 1.                                                       | 「ピエロ」       | 来生えつこ | 網倉一也   | 3:25 |
| 2.                                                       | 「片想いキック」 | 来生えつこ | 網倉一也   | 3:10 |
| 合計時間:                                                | 合計時間:        | 6:35       |            |      |